# Marcel Arland
Marcel Arland (ur. 5 lipca 1899 w Varennes-sur-Amance, zm. 12 stycznia 1986 w Brinville, niedaleko Fontainebleau) – francuski pisarz, eseista i krytyk literacki.
Na początku lat 20. wraz z André Mauroisem utworzył dwa czasopisma literackie – Aventure oraz Dés. W 1925 r. rozpoczął współpracę z La Nouvelle Revue française. W 1929 r. otrzymał Nagrodę Goncourtów za książkę L’Ordre. Przez wiele lat dzielił z Jeanem Paulhanem funkcję redaktora naczelnego La Nouvelle Revue française, a w latach 1968−1977 samodzielnie pełnił tę funkcję. W 1968 r. został wybrany do Akademii Francuskiej.

## Dzieła
- Terres étrangères (1923)
- Étienne (1925)
- Monique (1926)
- Les Âmes en peine (1927)
- L’Ordre (1929) (Prix Goncourt)
- Antarès (1932)
- Les Vivants (1934)
- La Vigie (1935)
- Les Plus Beaux de nos jours (1937)
- Terre natale (1938)
- La Grâce (1941)
- Zélie dans le désert (1944)
- Il faut de tout pour faire un monde (1947)
- Sidobre (1949)
- Essais et nouveaux essais critiques (1952)
- Je vous écris... (1960)
- L’Eau et le feu (1960)
- Je vous écris... La nuit et les sources (1963)
- Le Grand Pardon (1965)
- Attendez l’aube (1970)